# Harold Masursky
Harold Masursky (* 23. Dezember 1922 in Fort Wayne, Indiana; † 24. August 1990) war ein US-amerikanischer Geologe und Astronom.
Masursky studierte an der Yale-Universität und arbeitete anschließend elf Jahre beim US Geological Survey. Er wechselte dann zur NASA und beschäftigte sich mit der Oberfläche des Erdmondes und der Planeten, wobei er verantwortlich für die Auswahl von geeigneten Landeplätzen für Landekapseln und unbemannten Raumsonden war. Während des Apollo-Programms war er Mitglied der Arbeitsgruppe, welche die Mondlandungen begleitete und anschließend die gewonnenen Daten auswertete. 
1971 leitete er die Arbeitsgruppe zur Beobachtung des Planeten Mars mittels der Raumsonde Mariner 9. Vier Jahre danach suchte er die Landeplätze der beiden Viking-Sonden aus. Später nahm er an der Erforschung der Oberfläche der Venus mittels Radar-Sonden teil.
Zu seinem Gedenken wurde ein Impaktkrater auf dem Mars und der Asteroid (2685) Masursky benannt.